# Jessica campesina
Jessica campesina är en spindelart som först beskrevs av Maria José Bauab Vianna 1979.  
Jessica campesina ingår i släktet Jessica och familjen spökspindlar. Inga underarter finns listade i Catalogue of Life.